# Prisión de Qincheng
La Prisión de Qincheng (en chino: 秦城监狱) es una prisión de máxima seguridad, ubicada en el distrito de Changping, Pekín, en la República Popular de China, cerca de Xiaotangshan. La prisión fue construida en 1958 con ayuda de la Unión Soviética y es la única prisión perteneciente al Ministerio de Seguridad Pública. El Ministerio de Justicia opera otras prisiones. La mayoría de los presos son considerados por grupos opositores como "presos políticos", entre ellos los participantes en el llamado movimiento democrático chino y personas que estuvieron en las protestas de la Plaza de Tiananmen de 1989.